# Григорьев, Константин Андреевич
Константэ́н Григо́рьев  (настоящее имя: Константи́н Андре́евич Григо́рьев; 21 мая 1968, Омск — 22 декабря 2008, Москва) — русский поэт, участник Ордена куртуазных маньеристов (Командор-Ордалиймейстер и Магический Флюид Ордена), один из основателей московской рок-группы «Бахыт-Компот», член Союза писателей России. Лауреат премии «Золотой телёнок» (2008).

## Личная жизнь
Родился 21 мая 1968 года в Омске. По собственному свидетельству, его родители являются потомственными дворянами.
В 1990 году женился на Елене Кондраковой, в октябре 2000 года покончившей жизнь самоубийством.

## Биография
Рос и учился в г. Балхаш (Казахстан). После школы окончил кораблестроительное ТУ № 14 в Ленинграде. Служил в стройбате. Играл в оркестре, служил в штабе одного из ВСО г. Ломоносова (Ораниенбаум).

### Создание Ордена Куртуазных Маньеристов
После демобилизации поступил в Литературный институт имени А. М. Горького на семинар поэзии, которым руководил Евгений Долматовский. Познакомился с Вадимом Степанцовым, Андреем Добрыниным, Виктором Пеленягрэ и позже — с Александром Бардодымом. 22 декабря 1988 года был подписан «Манифест куртуазного маньеризма», что ознаменовало собой создание Ордена куртуазных маньеристов.

### Творческая и общественная деятельность
С 1981 по 1984 год Константэн играет в школьной группе «Телефон» (город Балхаш, Казахстан) на клавишах и вместе с Денисом Розадеевым является автором песен.
С 1985 года учится в питерском ТУ-14 и играет в местном ВИА «Озеро», руководителем которого был Михаил Борзыкин (группа «Телевизор»).
В 1986—1988 годах играет в армейском духовом оркестре на тарелках и малом барабане. После окончания института работал продавцом, грузчиком, журналистом, рецензентом, литературным редактором, редактором новостей, писал на заказ остросюжетные романы, продолжая регулярно выступать с Орденом в московских клубах и выезжать на частые гастроли.
Вместе с Вадимом Степанцовым в 1988 году основывает группу «Бахыт-Компот», принимает участие в записи первого альбома группы «Кисло», поёт на этой пластинке песню «Чесотка».
В 1991 году вместе с Антоном Антипенко организовал группу «Творческое бессилие» (авторы песни «Хуанита»), которая выпустила за все это время более 30 акустических альбомов и продолжает записываться по сей день. Константэн записывал много сольных экспериментальных альбомов, а с 1996 года пел свои песни, шоуменил и играл на клавишах в группе «Лосьон».
В 1999 году начинает писаться сольно на домашней компьютерной студии, используя семплы и сам играя на всех инструментах. Тогда же собирает группу «Константэн Григорьев Бэнд» с Денисом Розадеевым, но проект вскоре приостанавливается, хотя в 2002 году опять возобновляется под названием «Идолы молодёжи» с джазовыми музыкантами из «Hot Cool Band» (состав: Д. Розадеев — гитара, А. Пантюхин — клавиши, К. Григорьев — вокал, музыка, стихи, шоу, А. Добрынин — стихи). Группа активно концертирует, причём Константэн поёт и под минуса собственного изготовления (рок, хип-хоп, техно, рэггей, шансон, любые другие жанры…). Выпускает с «Бахыт-Компотом» и «Лосьоном» на фирме RMG официальный двойной компакт в формате MP3, куда вошли лучшие песни. Принимает участие в записи альбома «Все девчонки любят пацанов» («Бахыт-Компот», 2002). Являлся автором и соавтором ряда песен для «Бахыт-Компота» уже после ухода из состава. Песни Константэна поют и пели: «Лосьон» (альбомы 1998, 2000 и 2008 годов), «Бахыт-Компот» (иногда перу Григорьева принадлежит только музыка, а иногда Вадим поёт уже готовые песни Константэна), «Капитан Транс», «Хаос» (они же — «Бухенвальдские Гоголи»), Евгений Хавтан, Александр Маршал, Господин Дадуда, Катя Бочарова, «Премьер-министр», Дэн и Бронзовый, Александр Кудинов (Гном), Юрий Иванов, Владимир Качесов, Юрий Спиридонов, Нико и многие другие. Последними проектами Константина являлись коллективы «Изблеванные Люцифером» и «Идолы молодёжи». Участвовал во всех орденских книгах, имеет большой архив своих песен и массу публикаций, в основном в столичной прессе.

### Смерть
Скончался днем 22 декабря 2008 года в Москве от сердечного приступа, по дороге на работу, в день двадцатилетия Ордена куртуазных маньеристов, юбилейный вечерний концерт с его участием превратился в концерт его памяти. Похоронен на Перепечинском кладбище.